# Рогожарски СИМ-XII-Х
Рогожарски СИМ–XII-Х је југословенски школско-тренажни висококрилни хидроавион са два пловка који је произведен 1938. године у југословенској фабрици авиона Рогожарски из Београда.

## Пројектовање и развој
Безуспешно покушавајући да изабере најприкладнији хидроавион за обуку пилота Команда поморског ваздухопловства се обратила фабрици Рогожарски 1937. године и наручила пројекат школског хидроавиона који би по својим карактеристикама одговарао школском авиону СИМ-X. Пошто се није могла извршити једноставна модификација (прилагођавање постојећег авиона СИМ-X) због уградње пловака ЕДО, главни конструктор Инж. Сима Милутиновић је уградио појачан мотор Валтер Мајџор 6 снаге 190KS, што је довело до повећања димензија авиона. Тако је школско-тренажни висококрилни хидроавион са два пловка представљао потпуно нови авион назван СИМ–XII-Х. Током 1937. године приступило се реализацији пројекта и већ крајем године прототип је био спреман за тестирање.. Пробни лет је обавио 7. фебруара 1938. пробни пилот Иван Короша у хидро бази Дивуље. Пошто је на испитивањима авион постигао задовољавајуће резултате, наручена је прва серија од 4 примерка ових авиона, који су испоручени половином 1939. године

## Технички опис
Авион СИМ-XII-Х, је двоседи подупрти висококрилац (парасол), хидроавион са два пловка, са мотором Валтер Мајџор 6 снаге 190KS и дрвеном елисом фиксног корака. Авион је претежно дрвене конструкције, труп елиптичног попречног пресека је у целости израђен од дрвета обложен шпером док је мотор облоћен алуминијумским лимом. Крила су: носећа конструкција од дрвета пресвучена платном, са заобљеним крајевима. Са сваке стране, крила су подупрта са паром косих челичних упорница које су се ослањале на труп авиона. Резервоар за бензин се налазио у средишњем делу између крила тј. на њиховом споју. Прва серија авиона је имала уграђена два (пар) ЕДО пловка модел 47.

## Оперативно коришћење
Искуства са коришћењем авиона СИМ-XII-Х, међу пилотима и техничким особљем авион је популарно зван „Мали СИМ“, су била јако позитивна па је Команда ПВ (Поморског ваздухипловства) 15. јула 1940. године склопила уговор са фабриком Рогожарски за другу серију ових авиона (такође 4 примерка) с том разликом што су ови хидроавиони били опремљени за инструментално тј., „слепо“ летење. Рогожарски је ове авионе испоручио за пет месеци али без пловака јер је испорука пловака из Канаде каснила неколико месеци. По договору са Морнарицом у фабрици Рогожарски се приступило пројектовању и изради домаћих пловака за ове авионе али ова актиност није завршена до избијања Априлског рата. У том предратном периоду два авиона СИМ-XII-Х су имала удесе и то оба у Боки Которској 1940. године. Оба авиона су предложена за расход па је команда ПВ затражила одобрење да пловке са ових авиона премести на нове (авионе СИМ-XII-Х друге серије) с обзиром да су ови авиони били опремљени инстрментацијом за инструментално („слепо“) летење. Пошто је одобрење стигло то је учињено тако да су два авиона из друге серије оспособљена за коришћење уочи избијања рата.

### Авиони СИМ-XII-Х у Другом светском рату
Нема података о употреби авиона СИМ-XII-Х у току Априлског рата, као ни то да ли су их Италијани користили током Другог светског рата.

## Земље које су користиле овај авион
- Југославија:
- Хрватска-НДХ